# 志苑
志苑（しおん、本名：非公開、11月7日 - ）は、日本の書道家・商業書道家。女性。東京都出身。

## 人物
7歳の頃母と一緒に書道教室に通い始める。当時先生に褒められるたびに書道の面白さ、奥深さを感じ更に書道と真摯に向き合うようになる。
書道は一度成人してから少しだけ離れた時期はあったものの、周りの人が代筆などで喜んでくれる姿を見て、書道はちゃんと続けてきて良かったと感じる。
習い事の一つとして続けてきたものがこんなにも人を笑顔にするものだと感じ、唯一続けてきた書道に感謝をする。むしろ敬意を払うようになる。
書や文字を書くことが苦にならないと気がついたものの、当時石橋を叩いて叩いて橋がちゃんと壊れていないか、渡れるかを確認してから初めて渡ろうかどうするかを考え始めるくらい慎重派な性格であり、一歩踏み出せず「書道」を心の片隅に置いたまま日々過ごすことになる。しかし周りの強烈な後押しがあり書道家、商業書道家として活動し始める。
今現在では、当時の慎重派な性格の時期が嘘のように、まさに鉄砲玉のように活動している。
現在では活動の幅を日本から世界へも広げている。
ちなみに商業書道家という肩書きは美味しいご飯を食べることとお酒が大好きで、行く先々の看板、メニューやお酒のラベルどを見て興味を持ち始めたのがきっかけである。
美味しかった飲食店のショップカードをもらうのが大好きで、しっかり行ったお店は全部ファイリングしてあるほどである。
また筆跡診断の資格も取得しており、人柄が文字を通じて分かるということもあり、より一層人に興味がわき、書道との関連性や人の奥深さを実感している。
趣味はご飯やお酒の美味しいお店巡り、居心地の良いカフェなどを探すこと。まだ練習中そして上達途中のゴルフ。現実逃避ができる旅行。ほとんどの方が異業種であるが、異業種の方の思考を聞くこと。
長所はお腹が空いてもあまり不機嫌にならない。テンションを一定に保てる。基本的に穏やか、根が真面目。
短所は気持ち悪い程方向音痴。飽き性。機械に物凄く弱くとにかくアナログ人間。
書歴

## 作品
演出家蜷川幸雄追悼一周年記念講演「NINAGAWAマクベス」グッズ筆文字ロゴ
AbemaTV様　将棋　魂の七番勝負〜若手VSトップ棋士〜　撮影セット筆文字ロゴ
日本の結婚式　2022-2023 和 Art photo bookページ担当
総合格闘家 ブラジリアン柔術家　中村憲輔選手               所属道場　腰越道場　ロゴ
LonaLona hairsalon 新橋　 Lona Lona1010 シャンプー・トリートメントパッケージ筆文字ロゴ
日本料理　銀座 尚時　看板筆文字ロゴ
書籍　社長の課外授業　東京都・神奈川県版2019春号　掲載
LINE クリエイターズスタンプ　しーとずーのゆる敬語
たい焼き・たこ焼き　弁慶　五反田店　看板、木札メニュー、ロゴ、内装
BOBA365 浅草店　看板、暖簾、提灯、パッケージ筆文字ロゴ
肉とお酒ははじめから　新富町店　提灯、暖簾、筆文字ロゴ
株式会社ジンジブ　会社スローガン
シャトー勝沼　限定100本白ワイン.スパークリングワイン　ラベル筆文字
TRIBE TOKYO M.M.A所属総合格闘家 小川徹選手　サイン
THE FARM CAFE 浅草店　東京ふぁらふぇる　のぼり筆文字ロゴ
VEGAN STORE 浅草店　店頭のれん筆文字ロゴ
Wanguフェス with つくスタ縁日　のぼり筆文字ロゴ
午前2時のハリネズミさん 池袋店　看板ロゴ
足立ジュニアヤンガース　野球Tシャツ　ロゴ
地酒処 吟 Sake Bar Ginn　香港店　作品提供
炭火焼きとり むてっぽう大森店　看板・メニュー
株式会社シンクスマイル　企業理念・スローガン
株式会社H＆W
サイト外為外部　世界二位の富豪ウォーレン・バフェットから学ぶ「投資の原理原則」
声と個性を楽しむこれからの放送局選べる「声」で聴くニュースアプリVoicy 「テリーのよもやますぎる部屋」対談
エイジフリーハウス千葉稲毛町様　書道教室
麻布迎賓館　中里哲也 由香理　結婚式ウェルカムボード
Akari灯Design琥介　３DCG&筆文字作品コラボレーション
割烹小料理　長右ヱ門 学芸大学店　メニュー表
世界のたこ焼き〜粉もんドッカンバスーカッ！！〜様　ショップカード　筆文字ロゴ
琉球パクチー酒場 うるま食堂 田町店　作品提供
himel Katada Labo 麻布十番店　作品提供
Bar Octant　作品提供
イルカ整骨院　作品提供
元祖紙やきホルモサ 四谷三丁目店　作品提供　命名書
ヤキタテピサ佐野　作品提供
太陽鍼灸整骨院 武蔵小山店　作品提供
美容室nature亀戸店　作品提供
居肴屋takuzo　４周年記念作品提供
株式会社emblem　作品提供
株式会社meetrance　お名刺お名前　筆文字ロゴ
都内音楽制作会社　作品提供
都内金融会社　作品提供
居酒屋ニカイデ酒バ　作品提供
日本料理 染川 五反田店　作品提供
メンタルトレーナー大儀見浩介様　作品贈呈
居酒屋むてっぽう 旗の台店様 メニュー、格言制作
個人様　命名書etc, 作品提供